# 1972년 하계 올림픽 가이아나 선수단
가이아나는 1972년 8월 26일부터 9월 11일까지 서독 뮌헨에서 열린 제20회 하계 올림픽에 참가했다.

## 메달 집계

### 종목별 참가 선수 및 메달 집계
| 종목   | 참가 선수 | 1 | 2 | 3 | 합계 |
| 복싱   | 2         |   |   |   | 0    |
| 사이클 | 1         |   |   |   | 0    |
| 합계   | 3         | 0 | 0 | 0 | 0    |

### 복싱
| 선수            | 세부 종목                | 64강           | 32강                  | 16강           | 8강            | 준결승         | 결승           | 최종 순위 |
| 선수            | 세부 종목                | 상대 선수 결과 | 상대 선수 결과        | 상대 선수 결과 | 상대 선수 결과 | 상대 선수 결과 | 상대 선수 결과 | 최종 순위 |
| 레기날드 포르드 | 남자 라이트미들급 (71kg) | 부전승         | 알란 민테르 패 (KO-2) | 진출 못함      | 진출 못함      | 진출 못함      | 진출 못함      | =17       |

### 사이클
스프린트
| 선수        | 세부 종목     | 1라운드 | 1라운드    | 2라운드 | 2라운드    | 1/8 파이널 | 1/8 파이널        | 1/8 파이널 | 준준결승  | 준결승    | 3-4위전   | 결승      | 결승      | 최종 순위 | 최종 순위 |
| 선수        | 세부 종목     | -       | 패자부활전 | -       | 패자부활전 | -          | 패자부활전 파이널 | 패자부활전 | 준준결승  | 준결승    | 3-4위전   | 결승      | 결승      | 최종 순위 | 최종 순위 |
| 네빌레 운테 | 남자 스프린트 | X       | Q          | X       | X          | 진출 못함  | 진출 못함         | 진출 못함  | 진출 못함 | 진출 못함 | 진출 못함 | 진출 못함 | 진출 못함 | =9        |           |

독주
| 선수        | 세부 종목       | 기록    | 순위 | 순위 |
| 네빌레 운테 | 남자 1000m 독주 | 1:10.48 | 22   |      |